# Hemigellius bidens
Hemigellius bidens är en svampdjursart som först beskrevs av Topsent 1901.  Hemigellius bidens ingår i släktet Hemigellius och familjen Niphatidae. Inga underarter finns listade i Catalogue of Life.